# Vision 2020
„Vision 2020“ oder auf Malaiisch „Wawasan 2020“ war ein 1991 aus der Taufe gehobenes Langzeit- und Großprojekt des Staates Malaysia, mit dem er anstrebte, im Jahre 2020 zu den vollentwickelten ersten Industrienationen der Erde zu zählen – auf Augenhöhe mit Ländern wie dem Vereinigten Königreich, Frankreich, Deutschland und Japan.

## Gliederung
Das staatliche Rahmenprojekt, das Dr. Mahathir bin Mohamad, der langjährige Premierminister, entwickeln ließ, teilte sich in ca. 70 Einzelprojekte auf, unter anderem
- die Entwicklung von Forschung und Hochtechnologie,
- Ausbau der Schul- und Hochschulsysteme,
- die Elektrifizierung des Landes,
  - in deren Rahmen u. v. a. das Bakun-Staudammprojekt zu planen begonnen wurde,
- den Aufbau einer international konkurrenzfähigen Automobilindustrie, die im Wesentlichen mit der Entwicklung des Unternehmens Proton als Kooperationspartner von Mitsubishi einherging,
- und dem Aufbau einer Tourismusindustrie
- samt entsprechenden Sonderwirtschaftszonen, wie
  - Putrajaya für die Verwaltung des Staates,
  - dem Multimedia Super Corridor für die Informationstechnik
  - oder der Insel Langkawi für den Tourismus.

## Förderung
Der Staat förderte die Projekte mittels günstiger Grundstücksüberlassung, mit Steuerpolitik und sanftem Zwang – indem zum Beispiel Industrieunternehmen, die sich in Malaysia ansiedeln mochten, geraten wurde, für ihre Mitarbeiter auch Urlaubsdestinationen zu schaffen. Die Unternehmen wurden so zu Anteilseignerschaft an Hotelanlagen z. B. auf Langkawi motiviert, bzw. eine Beteiligung an solchen Crossover-Vorhaben wurde per Genehmigungsverfahren erzwungen.

## Nationale Bedeutung und internationale Resonanz
Wawasan 2020 wurde international wenig beachtet, jedoch spielt es im Alltag der Malaysier schon eine gewisse Rolle, da der recht autokratisch regierte Staat, dessen Politik sich am höchst erfolgreichen Stadtstaat Singapur orientiert, zu diesem Großvorhaben „nicht locker ließ“.
Dieses intensive staatliche Verfolgen des Projektes kann an den wellenförmigen Aufs und Abs der Aktivitäten zum Bakun-Projekt studiert werden: als in der Asienkrise 1996 die Aktivitäten zum Erliegen kamen und als die Auftragsvergaben für Turbinen und Maschinerie an europäische Unternehmen gestoppt und annulliert wurden, dachten viele, nun sei es vorbei mit den großen Plänen von „Dr. M.“, wie ihn die Malaysier kurz nennen, und es gehe zu Ende mit seinem Visionsprojekt 2020. Doch mit der Verfügbarkeit neuer Perspektiven beim Aufkeimen neuen wirtschaftlichen Aufschwungs lebte das Bakun-Projekt, unter neuer Federführung, auch wieder auf.

## Organisation in „Public Private Partnership“
Der Staat strebte überall dort, wo es möglich scheint, eine Trägerschaft der einzelnen Großprojekte in privater Hand an. Hierbei kamen oft malaysische Unternehmens-Konglomerate zum Zuge, die chinesischstämmige Familien- oder Clan-Wurzeln haben. Um jedoch Träger eines der Visionsprojekte zu werden, war eine intensive Kooperation mit den malaysischen Behörden nötig, und der Einfluss der gebürtigen Malaien, der Bumiputras, auf das Geschehen im Vielvölkerstaat Malaysia darf nicht unterschätzt werden. Vereinzelt gaben auch chinesische Trägerunternehmen bereits ihr jeweiliges Visionsprojekt auf, so geschehen 1996 zum Bakun-Staudamm.

## Reaktionen
Die Beurteilung des Wawasan 2020-Vorhabens ist recht zwiespältig und unterscheidet sich je nach nationalem oder internationalem Standpunkt. Viele Beobachter Malaysias schätzten es als unrealistisch ein, das Ziel eines vollentwickelten Industriestaates schon für das Jahr 2020 erreichen zu können, weil es den Malaysiern an zu vielen Voraussetzungen gemangelt habe. Andererseits jedoch ist nicht zu übersehen, dass sich in manchen Regionen der Staat gerade an den Vorzeige-Projekten der Vision 2020, wie dem Tourismus auf Langkawi, erheblich fortentwickeln konnte.
Einige Projekte, wie die Automobilindustrie, sind aus zaghaften Internationalisierungs-Versuchen nicht herausgekommen; kaum ein Mensch spricht außerhalb Malaysias noch von der Automarke Proton, deren Europa-Politik z. B. als gescheitert anzusehen ist.